# Historienfilm

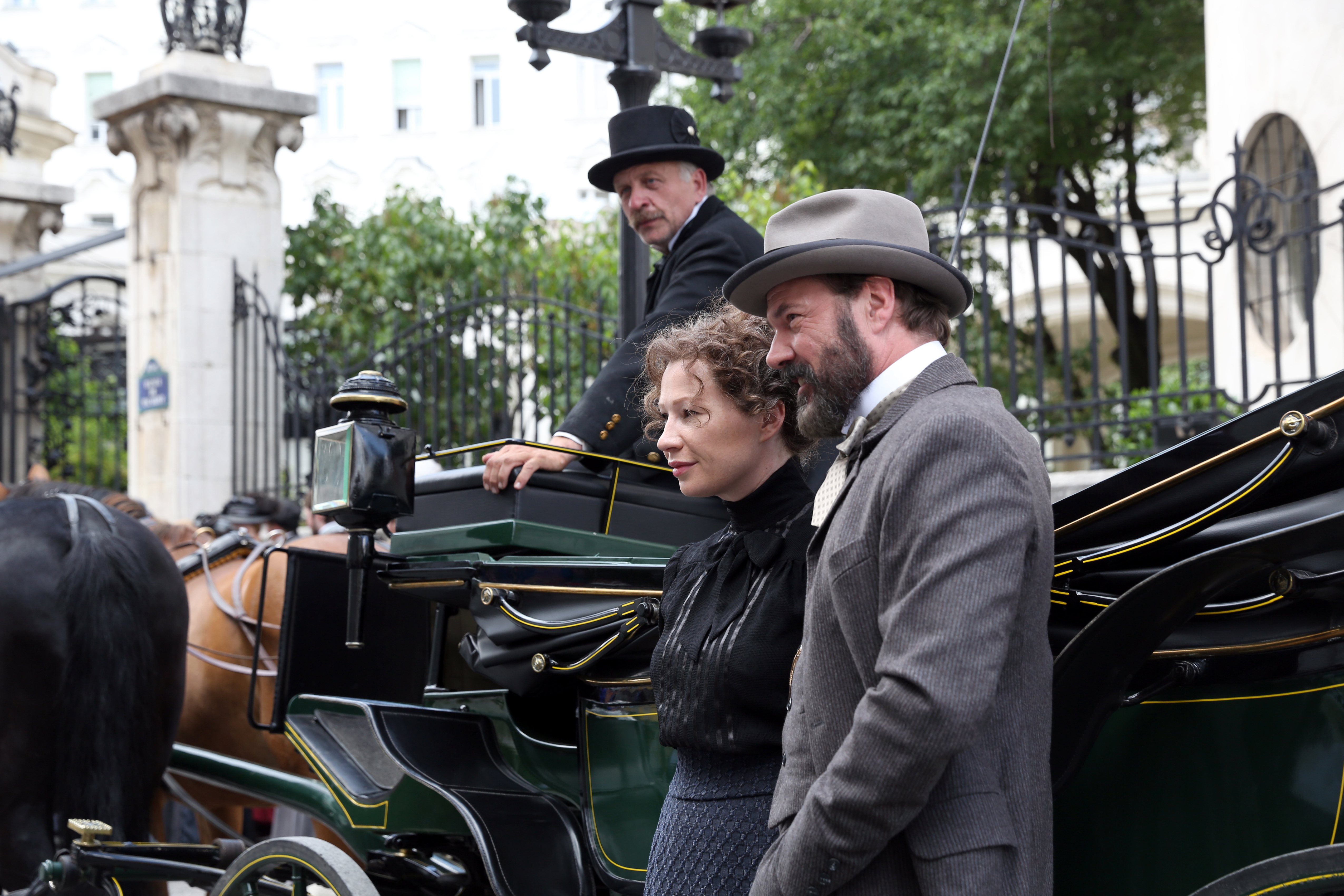
Dreharbeiten zu Madame Nobel (2014) über die Beziehung von Bertha von Suttner und Alfred Nobel

Historienfilme sind Spielfilme, deren Inhalt auf historischen Figuren, Ereignissen oder Bewegungen basiert. Fiktive Filmerzählungen, deren Handlungen an einem historischen Schauplatz angesiedelt sind, werden ebenfalls als Historienfilme bezeichnet. Dabei handelt es sich um kein durch einheitliche textuelle Praxis definiertes Genre und es umfasst eine weite Spanne von Filmen.

## Genre-Frage
Historienfilme verbindet ein thematischer Bezug zur Geschichte. Die dargestellten Epochen, Schauplätze, Figuren und die Entwicklung der Handlung weisen jedoch erhebliche Unterschiede auf. So hat sich der Begriff Historienfilm einerseits als Verständigungskategorie zwischen Filmproduzenten und Publikum etabliert, die bestimmte Erwartungshaltungen für die Rezeption eines Films bestimmt. Mit einem pragmatischen Genreverständnis werten aktuelle Publikationen den Historienfilm daher als eigenständige, übergeordnete Kategorie. Andererseits führt ein enger gefasster Genrebegriff, der sich auf die „inhaltlich-strukturelle Form der filmischen Gruppenbildung“ konzentriert, zu einer internen Ausdifferenzierung. Aufgrund der prinzipiellen Unschärfe von Genrekategorien sowie der Tendenz zum Genresynkretismus existiert bislang jedoch keine einheitliche Typologie. Unterteilungen erfolgen etwa nach Requisiten (z. B. Mantel-und-Degen-Film) oder Produktionsaufwand (Monumentalfilm), zudem werden teilweise etablierte Filmgenres der Kategorie Historienfilm zugewiesen (z. B. Kriegsfilm, Biopic). Die Eigenständigkeit des Western als klassisches Hollywoodgenre ist in der Filmtheorie hingegen derart gefestigt, dass er gewöhnlich nicht als Subkategorie des Historienfilms gefasst wird. Fließend sind aber die Übergänge selbst zu Abenteuerfilmen, Fantasyfilmen oder Heimatfilmen. Die Darstellungsformen der Vergangenheit variieren in Historienfilmen somit erheblich, da „Bildmotive, Figuren und Narration entsprechend den jeweiligen Genrekonventionen organisiert werden.“

### Die Kriterien von Toplin und die Definition durch Burgoyne und Grindon
Der Historiker Robert Brent Toplin stellte in seinem 2002 gemeinsam mit den Filmwissenschaftlern Robert Burgoyne und Leger Grindon verfassten Buch Reel History: In Defense of Hollywood einen neun Punkte umfassenden Kriterienkatalog für den Historienfilm, den er als „cinematic history“ bezeichnet, auf. Dabei muss nicht jeder Historienfilm alle Kriterien erfüllen. Die Kriterien sind:
1. Der Historienfilm simplifiziert historische Zeugnisse und lässt viele Details aus.
2. Der Historienfilm weist eine Struktur mit drei Akten auf: Exposition, Verwicklung und Lösung.
3. Der Historienfilm ist parteiisch, da er Held und Bösewicht eindeutig benennt.
4. Der Historienfilm zeigt Geschichten über den Kampf von Unterlegenen gegen höhere Mächte, die stärkend auf die Moral wirken.
5. Der Historienfilm präsentiert eine simplifizierte Handlung, die sich auf wenige Charaktere fokussiert.
6. Der Historienfilm richtet sich an den Zuschauer in der Gegenwart.
7. Der Historienfilm enthält oftmals romantische Elemente, die nicht in Verbindung zum eigentlichen historischen Ereignis stehen.
8. Der Historienfilm erzeugt durch den Fokus auf Details ein Gefühl der Vergangenheit.
9. Der Historienfilm kommuniziert mit dem Zuschauer ebenso wirkmächtig durch seine Bilder und Ton wie durch seine Dialoge und Handlung.[7]

Dieser Definitionsversuch, der sich auf die textuelle Praxis des Historienfilms bezieht, wurde durch Jonathan Stubbs kritisiert, da einige der Kriterien wie etwa Nummer 9 auf den Film als Medium an sich zu treffen oder wie die Drei-Akt-Struktur für beinahe alle Hollywoodfilme gelten würde. Dies liege im Ziel von Toplins Argumentation begründet, der zeigen wolle, dass Filme mit historischen Stoffen den Konventionen des Mainstreams folgen müssten. Für ihn stellt das Genre eine Formel dar, der ein Film folgen muss, um für das Publikum verständlich zu sein.
Auch die beiden Filmwissenschaftler Robert Burgoyne und Leger Grindon verfolgen einen textuellen Definitionsansatz, der jedoch differenzierter ausfiel als bei Toplin. Grindon unterscheidet in seinem 1994 erschienenen Buch Shadows of the Past: Studies in the Historical Fiction Film mit der Romanze und dem Spektakel die gewöhnlichen Modi des Historienfilms. Erstere beziehe sich auf die persönliche Erfahrung, letzteres auf das öffentliche Leben. Beide stünden miteinander in Beziehung und würden die Verbindung zwischen dem Individuum und seiner Umwelt ausdrücken. Diese beiden Ebenen lassen sich aber laut Stubbs ebenfalls in vielen anderen Filmen finden. Burgoyne unterscheidet in seinem Buch The Hollywood Historical Film aus dem Jahr 2008 fünf Subtypen des Historienfilms: Den Kriegsfilm, die Filmbiografie, den epischen Film, den metahistorischen Film und den thematisch-historischen Film. Die ersten drei Typen sind bekannt, die beiden letzten wurden von Burgoyne neu definiert. Der thematisch-historische Film würde sich auf spezifische Vorfälle oder einen Zeitraum beziehen, ohne diese in ein übergeordnetes Narrativ zu integrieren. Der metahistorische Film soll hingegen die historische Darstellungsweise selbst kritisieren. Was für Burgoyne diese fünf Subkategorien als Historienfilme verbindet ist das Reenactment. Dieses Kriterium wurde von Stubbs aber ebenfalls als zu breit zurückgewiesen.

## Geschichte des Historienfilms

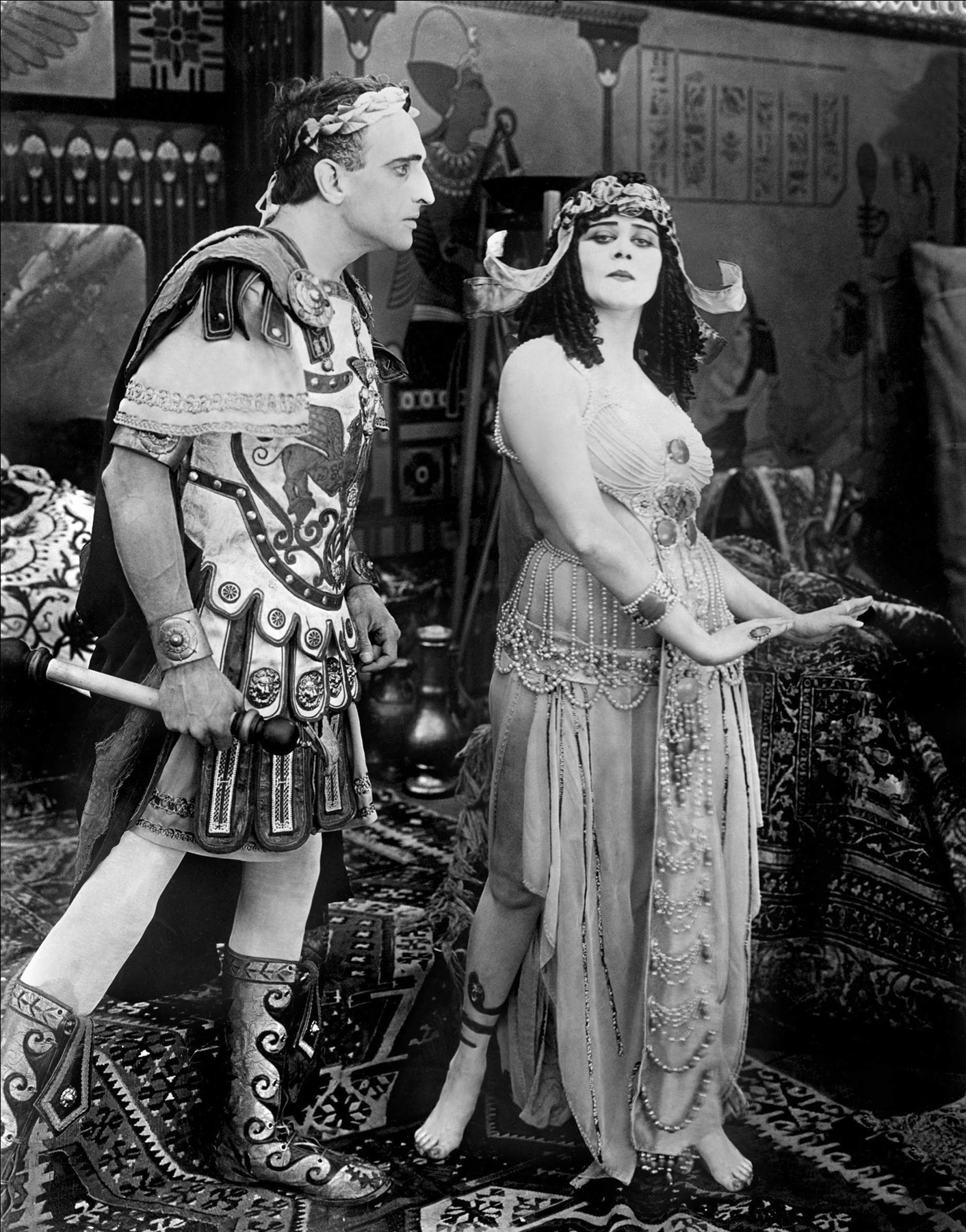
Cleopatra (1917): Fritz Leiber und Theda Bara

Schon seit der Frühzeit des Kinos greifen Filme historische Themen auf. Mit seinen aufwendigen Rekonstruktionen von Architektur, Gelagen und Spektakel legitimierte der Historienfilm das Kino als neue Kunstform und verlieh ihr internationales kulturelles Prestige. Die Ursprünge dieser Entwicklung zu Beginn des 20. Jahrhunderts liegen vor allem in Italien: Prunkvolle Kostümfilme wie Das befreite Jerusalem (1910), Der Fall von Troja (1911) und besonders Quo Vadis? (1913) erreichten auch auf dem amerikanischen Markt hohe Popularität. In Anlehnung an die italienischen Produktionen inszenierte D.W. Griffith sein mehraktiges Bibel-Drama Judith von Bethulien (1914), doch erst sein Historienepos The Birth of a Nation (Die Geburt einer Nation, 1914/15) „übertraf alle vorausgegangenen Spielfilme an Länge und Aufwand“.
Im Bemühen um größtmögliche Authentizität orientierten sich die Historienfilme der 1910er und 1920er Jahre an der Repräsentation der Vergangenheit in Literatur, Theater und Gemälden. Mit der Entwicklung des Tonfilms bildete sich in den 1930er und 1940er der klassische Hollywood-Stil heraus. Der Fokus richtete sich fortan stärker auf Individuen, deren psychologische Motivation historischen Handlungen zu Grunde gelegt wird. Neben den Kostümfilm trat somit der biografische Film (Biopic), der die Faszination des Spektakels mit der Faszination heroischer, zumeist berühmter und mächtiger Figuren kombinierte.
Nach dem Zweiten Weltkrieg schwand die Verwendung von Folklore und Legenden im Spielfilm: Der Neorealismus setzte den Fokus stattdessen auf die Gegenwart, antiquarische oder monumentale Geschichtsfilme wurden abgelehnt. In Konkurrenz zum neuen Medium Fernsehen erfuhr der epische Historienfilm über die Antike zu Beginn der 50er Jahre jedoch eine Renaissance auf der Leinwand. Die Neuverfilmung von Quo Vadis? (1951), Ben Hur (1959) oder Spartacus (1960) zählen zu den bekanntesten Filmen dieser Hochphase des Historienfilms.
Ende der 1960er Jahre setzte ein politisches Umdenken darüber ein, wie Geschichte im Film repräsentiert werden soll. Europäische Regisseure wie François Truffaut, Jean-Luc Godard oder Pier Paolo Pasolini brachen mit den Hollywood-Konventionen von Kontinuität und scheinbarer Realität, an deren Stelle fragmentarische und reflexive Erzählungen traten. Auch in Deutschland entwickelten sich in den 1970er und 1980er Jahren neue Formen der Geschichtsdarstellung durch eine neue Generation von Filmemachern wie Rainer Werner Fassbinder, Volker Schlöndorff und Hans-Jürgen Syberberg, die eine filmische Aufarbeitung der Nazi-Vergangenheit anstrebten.
Mit Filmen wie Malcolm X (1992), Forrest Gump (1994) oder Titanic (1997) bahnte sich seit den 1990er Jahren in den USA die Rückkehr des Blockbuster-Historienfilms an. Der kommerzielle Erfolg von Ridley Scotts Gladiator (2000) eröffnete zudem erneut das Feld für weiter zurückliegende Epochen. Seither haben Historienfilme Konjunktur, die „mit gewaltigem Budget […] einen enormen Schauwert aufbauen“, wie beispielsweise Alexander (2004), Königreich der Himmel (2005), Elizabeth – Das goldene Königreich (2007) oder Die Päpstin (2009).

## Erzählstrategien des Historienfilms
Filmische Darstellung von Vergangenheit beinhaltet immer auch Fiktion. Requisiten, Figuren und Handlungen müssen „erfunden“ werden, um komplexe Ereignisse in eine plausible Dramenstruktur zu bringen. Nach Robert A. Rosenstone bedienen sich konventionelle Historienfilme bestimmter Erzählmuster, um Vergangenheit sinnstiftend zu vermitteln:
- Geschichte wird als „Story“ erzählt, in der Regel geknüpft an eine moralische Botschaft und Fortschrittsglauben.
- Geschichte wird als Geschichte von Individuen erzählt.
- Film präsentiert Geschichte als Erzählung einer geschlossenen, vollständigen und einfachen Vergangenheit. Historische Prozesse werden häufig linear, (mono-)kausal und einheitlich erklärt.
- Film emotionalisiert, personalisiert und dramatisiert Geschichte.
- Film erzeugt einen spezifischen „Look“ der Vergangenheit, indem er Landschaften, Gebäude, Kleidung etc. rekonstruiert – und erzeugt auch ein Gefühl für die Vergangenheit, indem er Werkzeuge, Waffen etc. in Aktion zeigt.
- Film zeigt Geschichte als Prozess, indem er alle Aspekte der Vergangenheit (ökonomische, soziale, politische Fragen; Rasse, Klasse und Geschlecht) verbindet in den gezeigten Leben der Figuren, Gruppen und Nationen.[13]

## Historienfilme als Teil der Geschichtskultur
Historienfilme sind niemals Abbilder einer vergangenen Zeit. Wenngleich manche Filmemacher große Mühen darauf verwenden, historische Figuren und Ereignisse möglichst authentisch darzustellen, so bleibt die Perspektive auf zurückliegende Epochen gezwungenermaßen an die Gegenwart gebunden. Die erzählte Geschichte wird zudem von zahlreichen Faktoren beeinflusst:

“[F]eature films are created within a matrix of competing pressures – including the desire to be faithful to historical fact, as well as narrative considerations, economic pressures, genre conventions, political and regulatory pressures and so on – that may increase their vulnerability to historical inaccuracies when compared to scholarly written histories.”

Historienfilme sind somit in erster Linie Dokumente ihrer Entstehungszeit, die Rückschlüsse auf bestimmte Intentionen und Wertvorstellungen erlauben, die über die Darstellung von Geschichte transportiert werden. So wurde der wegen seines Rassismus umstrittene Historienfilm The Birth of a Nation (1914/15) von D. W. Griffith als ideologische Erzählung zur Stärkung der nationalen Identität und kollektiver Moralität gedeutet. Ebenso sind die italienischen Historienfilme der frühen 1920er Jahre nur im Kontext des aufkommenden Faschismus angemessen zu interpretieren.
Auch aktuelle Kinoproduktionen sind geprägt von kulturellen Normen und verbreiteten Vorstellungen über die Vergangenheit. Populäre Historienfilme sind daher Bestandteil der gegenwärtigen Geschichtskultur, indem sie einerseits den Umgang mit Geschichte in der Gesellschaft visualisieren, andererseits aber selbst das Geschichtsbewusstsein der Zuschauer verändern und beeinflussen. Empirische Untersuchungen aus der Geschichtsdidaktik beschäftigen sich mit der Rezeption derartiger Darstellungen der Vergangenheit, um die Einflussnahme auf das historische Denken und die Vorstellungswelt zu erforschen.

### Allgemein
- Robert A. Rosenstone: Visions of the Past. The Challenge of Film to Our Idea of History. Harvard University Press, Cambridge MA 1995, ISBN 0-674-94098-9.
- Roberta Pearson: Das Kino des Übergangs. In: Geoffrey Nowell-Smith (Hrsg.): Geschichte des internationalen Films. Metzler, Stuttgart u. a. 1998, ISBN 3-476-01585-8, S. 25–42.
- Marcia Landy (Hrsg.): The Historical Film. History and Memory in Media. Rutgers University Press, New Brunswick NJ 2001, ISBN 0-8135-2855-0.
- William Guynn: Writing History in Film. Routledge, London, New York NY 2006, ISBN 0-415-97923-4.
- Robert A. Rosenstone: History on Film, Film on History. Longman/Pearson, Harlow u. a. 2006, ISBN 0-582-50584-4.
- Mike Chopra-Gant: Cinema and History. The Telling of Stories. Wallflower, London u. a. 2008, ISBN 978-1-905674-59-6 (Short Cuts 39).
- Robert Burgoyne: The Hollywood Historical Film. Wiley-Blackwell, Malden MA u. a. 2008, ISBN 978-1-4051-4602-9 (New Approaches to Film Genre. Bd. 3).
- Barbara Korte, Sylvia Paletschek (Hrsg.): History Goes Pop. Zur Repräsentation von Geschichte in populären Medien und Genres. Transcript, Bielefeld 2009, ISBN 978-3-8376-1107-6 (Historische Lebenswelten in populären Wissenskulturen. Bd. 1).
- Fabienne Liptay, Matthias Bauer (Hrsg.): Filmgenres. Historien- und Kostümfilm. Philipp Reclam jun., Stuttgart 2013, ISBN 978-3-15-019064-7.
- Jonathan Stubbs: Historical Film. A Critical Introduction. Bloomsbury, New York NY u. a. 2013, ISBN 978-1-84788-497-8.

### Antike
- Jon Solomon: The Ancient World in the Cinema. Revised and expanded edition. Yale University Press, New Haven CT u. a. 2001, ISBN 0-300-08337-8.
- Martin Lindner (Hrsg.): Drehbuch Geschichte. Die antike Welt im Film. LIT, Münster 2005, ISBN 3-8258-8957-2 (Antike Kultur und Geschichte. Bd. 7).
- Mischa Meier, Simona Slanička (Hrsg.): Antike und Mittelalter im Film. Konstruktion – Dokumentation – Projektion. Böhlau, Köln u. a. 2007, ISBN 978-3-412-24405-7 (Beiträge zur Geschichtskultur. Bd. 29).

### Mittelalter und Frühe Neuzeit
- Christian Kiening, Heinrich Adolf (Hrsg.): Mittelalter im Film. de Gruyter, Berlin u. a. 2006, ISBN 3-11-018315-3 (Trends in Medieval Philology. Vol. 6).
- Nickolas Haydock: Movie Medievalism. The Imaginary Middle Ages. McFarland, Jefferson NC u. a. 2008, ISBN 978-0-7864-3443-5.
- Kathleen Coyne Kelly, Tison Pugh (Hrsg.): Queer Movie Medievalisms. Ashgate, Farnham u. a. 2009, ISBN 978-0-7546-7592-1.
- Annerose Menninger: Historienfilme als Geschichtsvermittler. Kolumbus und Amerika im populären Spielfilm. Kohlhammer, Stuttgart 2010, ISBN 978-3-17-021667-9.[19]

### Zeitgeschichte
- Rainer C. M. Wagner: Geschichtsdarstellungen in Film und Fernsehen zwischen Dokumentation und Dramatisierung. In: Peter Zimmermann, Gebhard Moldenhauer (Hrsg.): Der geteilte Himmel. Arbeit, Alltag und Geschichte im ost- und westdeutschen Film. Konstanz 2000, S. 19–42.
- Detlef Kannapin: Dialektik der Bilder. Der Nationalsozialismus im deutschen Film. Ein Ost-West-Vergleich. Berlin 2005.[20]